# 완주군의회
완주군의회는 전북특별자치도 완주군 지역을 관할하는 기초의회이다.